# Scott Silver
Scott Silver er en amerikansk manuskriptforfatter og filminstruktør.

## Filmografi
- johns (1996) ... manuskript og instruktion
- The Mod Squad (1999) ... manuskript og instruktion
- 8 Mile (2002) ... manuskript
- X-Men Origins: Wolverine (2009) ... manuskript